# Alejandro Sancho
Alejandro Sancho (18 de marzo de 1994), es un luchador estadounidense de lucha grecorromana. Ganó una medalla de plata en Campeonato Panamericano de 2016.  